# Kranijalni šavovi
Kranijalni šavovi ili kranijalne suture su sinartroze ili neka vrsta „zglobova” u kojima su kosti rigidno vezane fibroznim tkivom.

## Značaj
Uloga kranijalnih sutura je dvostruka:
- Tokom intrauterinog i ranog perinatalnog života obezbeđuju održavanje distance između kostiju svoda lobanje.
- Za vreme porođaja omogućavaju fleksibilnost glave novorođenčeta pri prolasku kroz porođajni kanal, preklapanjem kostiju, bebine glave bez pritiskanja i oštećenja mozga..[7]

Kranijalne šavovo tokom fetalnog i postnatalnog razvoja su mesta razmeštanje kostiju na kojima dolazi do kontinuirane depozicije koštanog materijala uz istovremeno razdvajanje susednih kostiju. Razmeštanje je uvek praćeno apozicionim rastom kosti koji se naziva remodelacija i koju predstavljaju resorpcija kosti na unutrašnjoj površini lobanje (aktivnost osteoklasta) i depozicija kosti na njenoj spoljnoj površini (aktivnost osteoblasta). Remodelacija kostiju je važan fiziološki mehanizam pomoću kojeg se menja i oblikuje svod lobanje sinhrono sa uvećanjem okcipito-frontalne cirkumferencije i nastavlja se i u periodu posle zatvaranja kranijalnih šavova.

## Anatomija
Dečija lobanja se sastoji od 6 zasebnih kranijalnih kostiju:
- Prednje ili čeone kosti
- Potiljačne kosti
- Dve parijetalne kosti
- Dve temporalne kosti

Ove kosti drži zajedno jaka, vlaknasta, elastična tkivna vaza koja se naziva šav ili sutura. Prostori između kostiju koji ostaju otvoreni kod beba i male dece nazivaju se fontanelama ili mekim mestima. Ovi prostori su deo normalnog razvoja lobanje. Kranijalne kosti ostaju odvojene 12 do 18 meseci od rođenja, a zatim zajedno rastu kao deo normalnog rasta, da bi se međusobno povezale u odraslom dobu.
Kalvarija odrasle osobe poseduje ukupno 15 šavova (sutura), od kojih su tri neparne (koronalna, sagitalna i lambdoidna), dok su kosti lica povezane kraniofacijalnim šavovima (metopična, skvamozna, parietomastoidna, okcipitomastoidna, sfenofrontalna, sfenoparijetalna, sfenoskvamozna)
Metopična sutura ne osifikuje i ostaje otvorena kod 10% odraslih osoba.
Kranijalne i kraniofacijalne suture.
| Šav - sutura                          | Lokalizacija                                                    |
| ------------------------------------- | --------------------------------------------------------------- |
| metopična (frontalna, interfrontalna) | između frontalnih kostiju                                       |
| koronalna                             | između frontalne i parijetalnih kostiju                         |
| sagitalna                             | između parijetalnih kostiju                                     |
| lambdoidna                            | između parijetalnih i okcipitalne kosti                         |
| skvamozna                             | između parijetalne i temporalne kosti                           |
| parietomastoidna                      | između parijetalne kosti imastoidnog nastavka temporalne kosti  |
| okcipitomastoidna                     | između okcipitalne kosti i mastoidnog nastavka temporalne kosti |
| sfenofrontalna                        | između frontalne i sfenoidne kosti                              |
| sfenoparijetalna                      | između parijetalne i sfenoidne kosti                            |
| sfenoskvamozna                        | između skvame temporalne kosti i sfenoidne kosti                |
| sfenozigomatična                      | između sfenoidne kosti i zigoma                                 |
| temporozigomatična                    | između temporalne i zigomatične kosti                           |
| frontonazalna                         | između frontalne i nosnih kostiju                               |
| frontozigomatična                     | između frontalne i zigomatične kosti                            |
| frontomaksilarna                      | između frontalne i maksile                                      |
| frontolakrimalna                      | između frontalne i lakrimalne kosti                             |
| etmoidolakrimalna                     | između etmoidne i lakrimalne kosti                              |
| nazomaksilarna                        | između maksile i nosnih kostiju                                 |
| zigomatikomaksilarna                  | između zigoma i maksile                                         |
| intermaksilarna                       | između dve maksile                                              |
| internazalna                          | između nosnih kostiju                                           |

- Kranijalni šavovi (pogled odozgo)
- Kranijalni šavovi (gledano sa leve strane glave)

## Vreme zatvaranja kranijalnih šavova
Zatvaranje (spajanje) normalnih kranijalnih šavova je fiziološki proces koji se odvija u periodu od nekoliko meseci do nekoliko desetina godina nakon rođenja. 
Period najintenzivnijeg rasta lobanje odvija se u prvih šest meseci života novorođenčeta, da bi se okončao između 4. i 6. godine deteta. Imajući u vidu da fiziološki mozak prestaje sa rastom pre završetka procesa širenja i zatvaranja kranijalnih šavova, jer rast i uvećavanje mozga nije isključivi stimulator rasta kostiju svoda lobanje. Iako je za sada uzrok fuzije šavova još uvek nedovoljno poznat,  zna se da na njega utiču brojni hormonski, genetski, mehanički i lokalni faktori.
Vreme zatvaranja kranijalnih šavova.
| Sutura                     | Početak fuzije (godine starosti) |
| -------------------------- | -------------------------------- |
| metopična (interfrontalna) | 2                                |
| sagitalna                  | 22                               |
| koronalna                  | 24                               |
| lambdoidna                 | 26                               |
| skvamozna                  | 35-39                            |
| sfenofrontalna             | 22                               |
| sfenoparijetalna           | 29                               |
| sfenotemporalna            | 28-38                            |
| mastookcipitalna           | 26-30                            |

Rast lobanje je najbrži tokom prvih meseci života, kada intrakranijalni volumen dostiže:
- 25% adultnog na rođenju,
- 50% do 6. meseca,
- 75% do druge godine i
- 95% do 10. godine života.[19][22]

Kraniofacijalna disproporcija na štetu lica je najveća tokom ranog fetalnog perioda. Proporcionalni odnos neurokranijuma i lica iznosi:
- 8:1 na rođenju,
- 6:1 tokom druge godine,
- 4:1 tokom pete godine,
- 2,5:1 — 2:1 kada se neurokranijum konačno redukuje kod odrasle osobe.[19]

## Galerija
- Koronalni šav
- Lambdoidni šav
- Koronalni šav
- Skvamozni šav
- Zigomatikomaksilarni šav
- Sagitalni šav.
- Sagitalni šav
- Sagitalni šav
- Pogled odozgo na kranijalni šav.
- Kranijalni šavovi

## Spoljašnje veze
- Sutures of the skull - www.kenhub.com
- Cranial sutures - www.mountsinai.org

|  | Molimo Vas, obratite pažnju na važno upozorenje u vezi sa temama iz oblasti medicine (zdravlja). |